# Peter De Roover
Peter De Roover (ur. 20 maja 1962 w Turnhout) – belgijski i flamandzki polityk oraz publicysta, przewodniczący frakcji poselskiej Nowego Sojuszu Flamandzkiego, od 2024 przewodniczący Izby Reprezentantów.

## Życiorys
Z wykształcenia ekonomista, w pierwszej połowie lat 80. studiował na uczelni UFSIA w Antwerpii. Działał w środowisku flamandzkich nacjonalistów. W latach 80. był członkiem Unii Ludowej, przewodniczył lokalnym strukturom jej organizacji młodzieżowej Volksuniejongeren. Należał też do katolickiej flamandzkiej organizacji studenckiej KVHV Antwerpen, kierował redakcją wydawanego przez nią czasopisma „Tegenstroom”. Został także działaczem Vlaamse Volksbeweging (VVB), ruchu wspierającego niepodległość Flandrii. W 1988 objął stanowisko sekretarza politycznego VVB, a w latach 1989–1998 pełnił funkcję przewodniczącego tej organizacji. Zajmował się działalnością publicystyczną, pisząc głównie dla „Doorbraak”, a także publikując felietony w „De Standaard”. Krótko był redaktorem naczelnym „Punt”, został również dyrektorem serwisu internetowego Doorbraak.be. Pracował także jako nauczyciel w szkołach średnich o profilu technicznym. W latach 2007–2013 ponownie pełnił funkcję sekretarza politycznego VVB.
Powrócił do polityki partyjnej, dołączając do Nowego Sojuszu Flamandzkiego. Z jego ramienia w 2014 uzyskał mandat posła do Izby Reprezentantów. Z powodzeniem ubiegał się o reelekcję w wyborach w 2019 i 2024. W 2018 wybrany również do rady miejscowości Mortsel, w której zasiadał do 2020. W 2015 został skarbnikiem swojego ugrupowania, a od 2016 pełnił funkcję przewodniczącego frakcji deputowanych. W lipcu 2024 został nowym przewodniczącym niższej izby federalnego parlamentu.